# Monstrum
Monstrum è un videogioco survival horror del 2015 sviluppato da Team Junkfish per Microsoft Windows, macOS, Linux, PlayStation 4 e Xbox One.

## Modalità di gioco
Quando si inizia una partita viene caricata ogni volta una mappa creata proceduralmente. Lo scopo del gioco è quello di fuggire da una nave sfruttando uno dei 3 metodi (un elicottero, una zattera di salvataggio o un sottomarino) senza essere uccisi dal mostro, anch'esso diverso ogni partita. Nella nave possono essere trovati diversi oggetti utili per la fuga e nascondigli.

### Vie di fuga
- Elicottero

Una via di fuga da poter utilizzare è quella dell'elicottero che è collocato al centro della nave. Per poterne usufruire bisognerà trovare un mazzo di chiavi, un paio di cesoie e 2 taniche di benzina. Tra le 3 vie, questa viene considerata quella più semplice.
- Zattera di salvataggio

La seconda via di fuga disponibile è la zattera di salvataggio che si può trovare su una sporgenza della nave. Per usarla bisogna trovare un nastro adesivo, una pompa, e una catena
- Sottomarino

La terza e più difficile modalità di fuga è quella del sottomarino, situato nel livello più basso della nave. Per funzionare ha bisogno di un fusibile, una batteria, un faro e un kit di saldatura.

### Mostri
- Il bruto

Un colosso bipede riconoscibile a distanza dai suoi passi molto rumorosi, e dalla luce arancione che emette dalla faccia. Durante un inseguimento è molto veloce e può sfondare le porte.
- Il cacciatore

Un'entità esile, quasi scheletrica con grandi dita artigliate. Si sposta principalmente attraverso il sistema di ventilazione della nave sulla quale ha deposto sacche di uova.
- Il demone

Una creatura demoniaca e umanoide circondata da un'aura viola. Possiede poteri telecinetici che gli consentono di "bloccare" le porte, paralizzare il giocatore e ucciderlo a distanza. In sua presenza le luci iniziano a malfunzionare.

## Accoglienza
Il gioco ha ricevuto generalmente critiche positive su Steam.